# Fredrikstad-Brücke

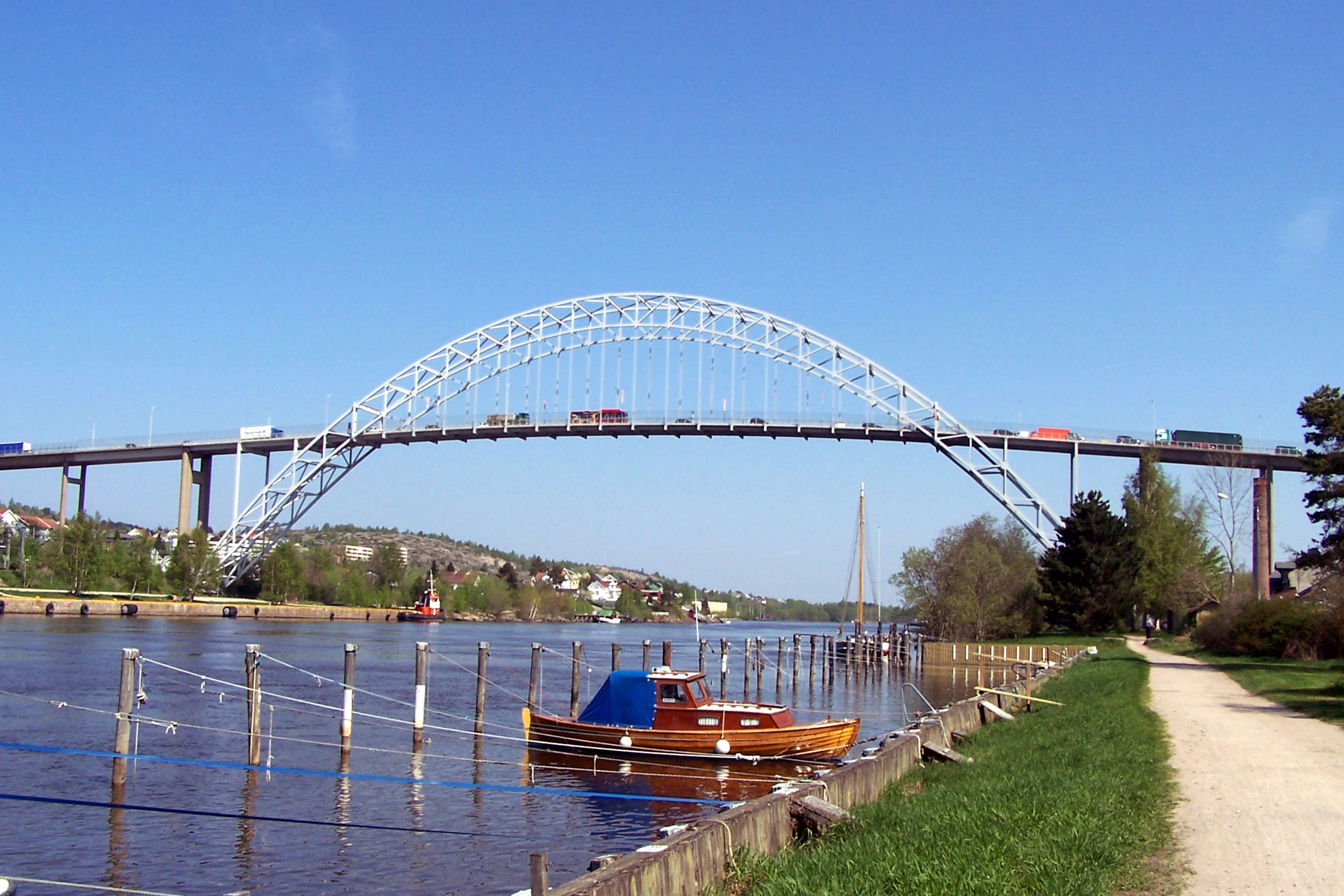
Bogenbrücke Fredrikstad

Die Fredrikstad-Brücke ist eine Bogenbrücke in der norwegischen Stadt Fredrikstad. Sie überquert den Fluss Glomma und verbindet den westlichen und östlichen Teil der Stadt. Die Brücke ist 824 Meter lang und hat eine Hauptspannweite von 196 Metern. Die Schiffsdurchfahrtshöhe beträgt 39,5 Meter.  Die Brücke wurde am 18. August 1957 vom damaligen Kronprinzen Olav eröffnet.